# 秋田放送
株式會社秋田放送（日语：／ Akita Hōsō */?）是日本的一家以秋田縣為放送地域的電視台兼廣播電台，英文簡稱ABS。其廣播電台呼出訊號為JOTR。電視台呼出訊號為JOTR-DTV。該公司的電視服務屬于日本電視台聯播網（NNN·NNS），廣播服務屬于JRN和NRN聯播網。電視服務開始于1960年4月1日，廣播服務開始于1953年11月1日。

## 外部連結
- ABS秋田放送 （页面存档备份，存于）
- ABS秋田放送 廣報的X（前Twitter）
- ABS電台的X（前Twitter）
- 秋田放送的Facebook專頁
- ABS秋田放送 廣報的Instagram帳戶
- YouTube上的ABS秋田頻道